# Viozan
Viozan là một xã thuộc tỉnh Gers trong vùng Occitanie miền nam nước Pháp.